# تونو

منطقه تونو (قرمز) در استان گیفو

تونو (به ژاپنی: 東濃 Tōnō)، بخش جنوب شرقی  استان گیفو در  منطقه چوبو  ژاپن است.